# Ichijō Nobutatsu
Ichijō Nobutatsu (一条信龍?   1539 - 1582) fue un hermano menor y sirviente de Takeda Shingen a finales del período Sengoku de la historia de Japón. Aunque Nobutatsu fue hermano legítimo de Shingen, este fue criado por una mujer distinta y es por esto que se cree que utilizaba el Ichijō en lugar del apellido Takeda. Nobutatsu utilizó el Castillo Ueno como su base militar desde el cual apoyo a su hermano mayor. Participó en varias batallas entre la que destaca la de Mikatagahara de 1573 donde demostró grandes habilidades marciales por lo que obtuvo la distinción de ser considerado uno de los Veinticuatro Generales de Takeda Shingen. 
Después de la muerte de Shingen, apoyó al sucesor, Takeda Katsuyori, con el cual participó en la Batalla de Nagashino de 1575 y aunque sobrevivió esta batalla, tuvo que enfrentarse a la invasión de las tropas de la alianza Oda/Tokugawa en 1582, donde fue capturado y asesinado junto con su hijo.